# Aston Martin 2-Litre Sports (DB1)
De Aston Martin 2-Litre Sports was een sportwagen die door Aston Martin gebouwd werd van 1948 tot 1950. Het was het eerste product van het bedrijf onder de nieuwe directeur, David Brown, en werd later bekend onder de naam DB1. De auto werd gepresenteerd op de London Motor Show in 1948 en was gebaseerd op het prototype de "Atom".
De Atom was een project van Aston Martin dat ontwikkeld werd tijdens de Tweede Wereldoorlog. Het buizen-frame chassis en de tweeliter viercilinder lijnmotor werden ontwikkeld door Claude Hill.

## Geschiedenis
Kort nadat David Brown Aston Martin gekocht had, begon de bouw van een geüpdatete versie. Dit prototype werd ingezet op de 24 uurs race in Spa in 1948 om de betrouwbaarheid te testen, en de auto won de race glansrijk met de coureurs St. John Horsfall en Leslie Johnson. De Spa-auto werd opnieuw opgebouwd en geshowd op de London Motor Show als een eerste exemplaar van een nieuwe "Spa Replica"-serie voor de verkoop, maar er was geen interesse van kopers. De enige Spa-auto bevond zich lange tijd in een Nederlands automuseum. In 2006 keerde hij terug naar de UK en is volledig gerestaureerd.

## Roadster
Tegelijk met het Spa-Prototype, met vrijstaande spatborden, liet Brown door Aston Martin een tweezits roadster met een meer conventionele carrosserie bouwen voor de London Motor Show. Deze (2-Liter Sports) met, zoals de naam al aangeeft, een tweeliter motor met 90 bhp (66 kW). Hiermee haalde de kleine en lichte auto een topsnelheid van 150 km/h.
Van deze auto's hadden er dertien een open roadstercarrosserie, zoals in Londen geshowd, met een driedelige grille, als indicatie voor het later merktypische Aston Martin design. Een bijzonder detail op deze auto‘s was de opbergruimte in een van de voorspatborden voor het reservewiel.
Na de introductie in 1950 van de opvolger, de DB 2 met de zescilinder lijnmotor van Lagonda, werd de 2-Litre Sports algemeen bekend als de DB 1. Tot dan toe waren er slechts twaalf stuks geproduceerd, maar omdat de DB2 een hardtop was en de klant een cabriolet wilde, werden de chassisnummers 13, 14 en 15 op speciaal verzoek geproduceerd. Een verdere 2-Liter werd geleverd als chassis voor externe carrosserieopbouw.

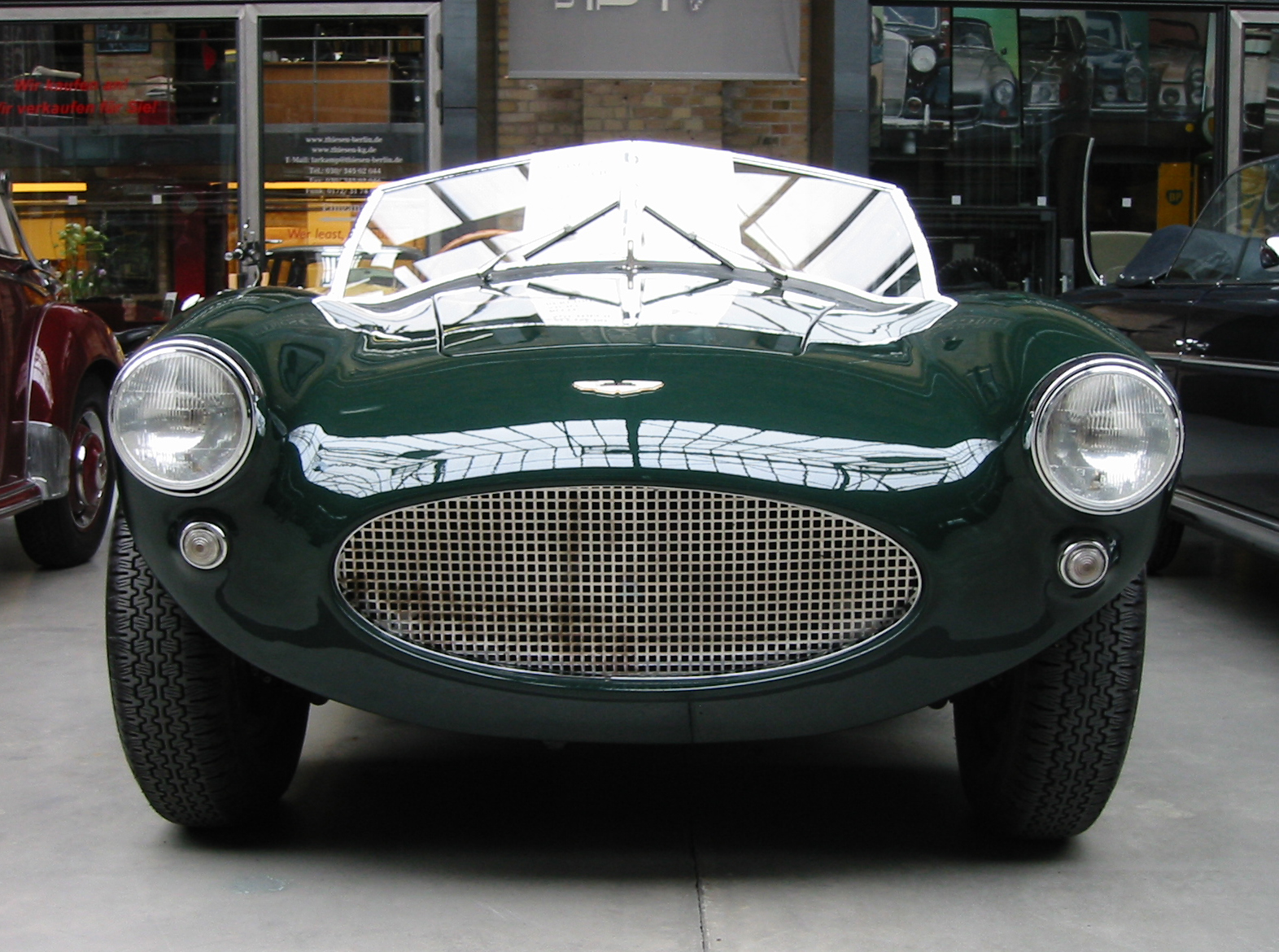
Aston Martin DB1 Spa Vooraanzicht
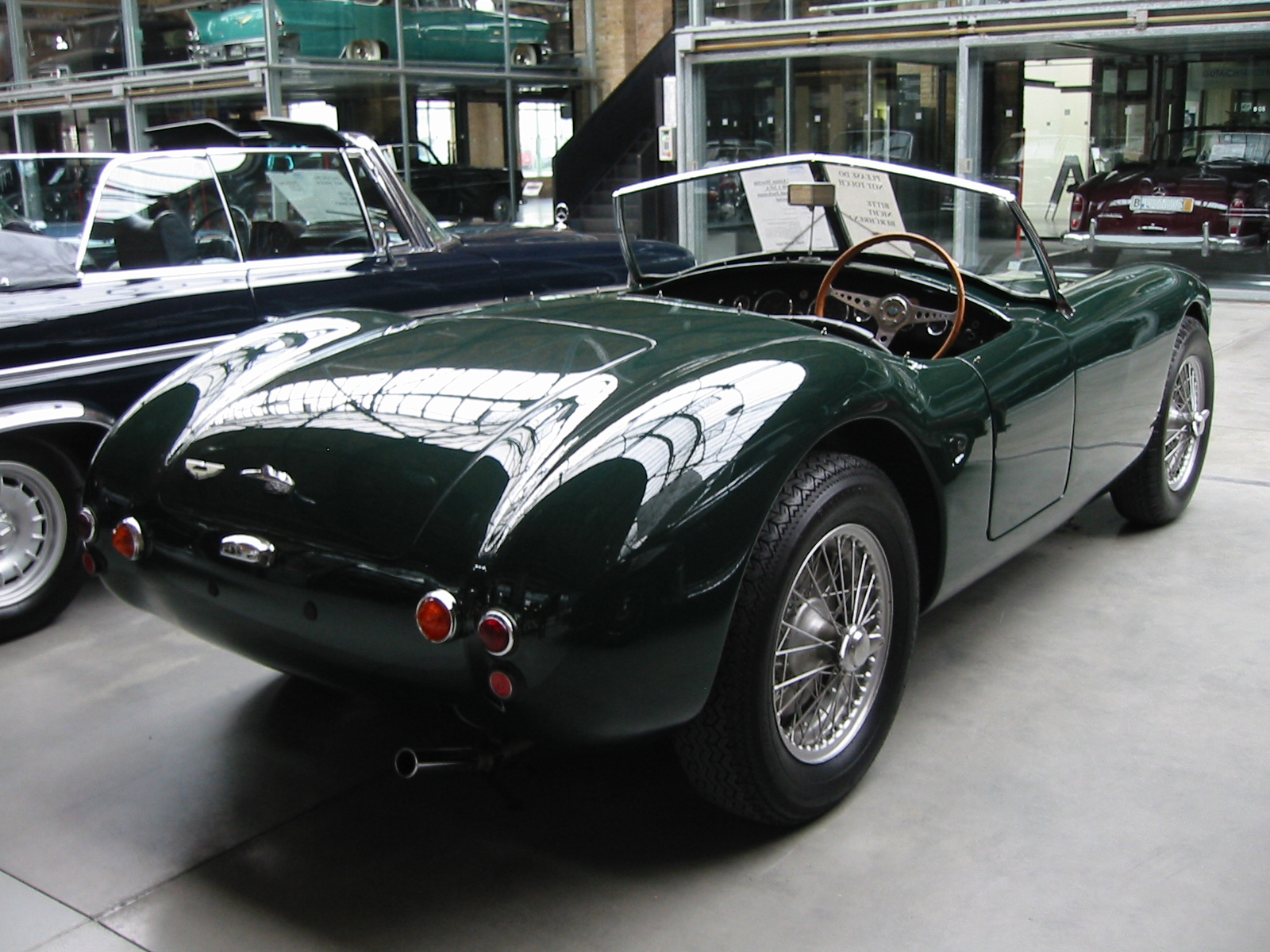
Aston Martin DB1 Spa Achter-zij-aanzicht
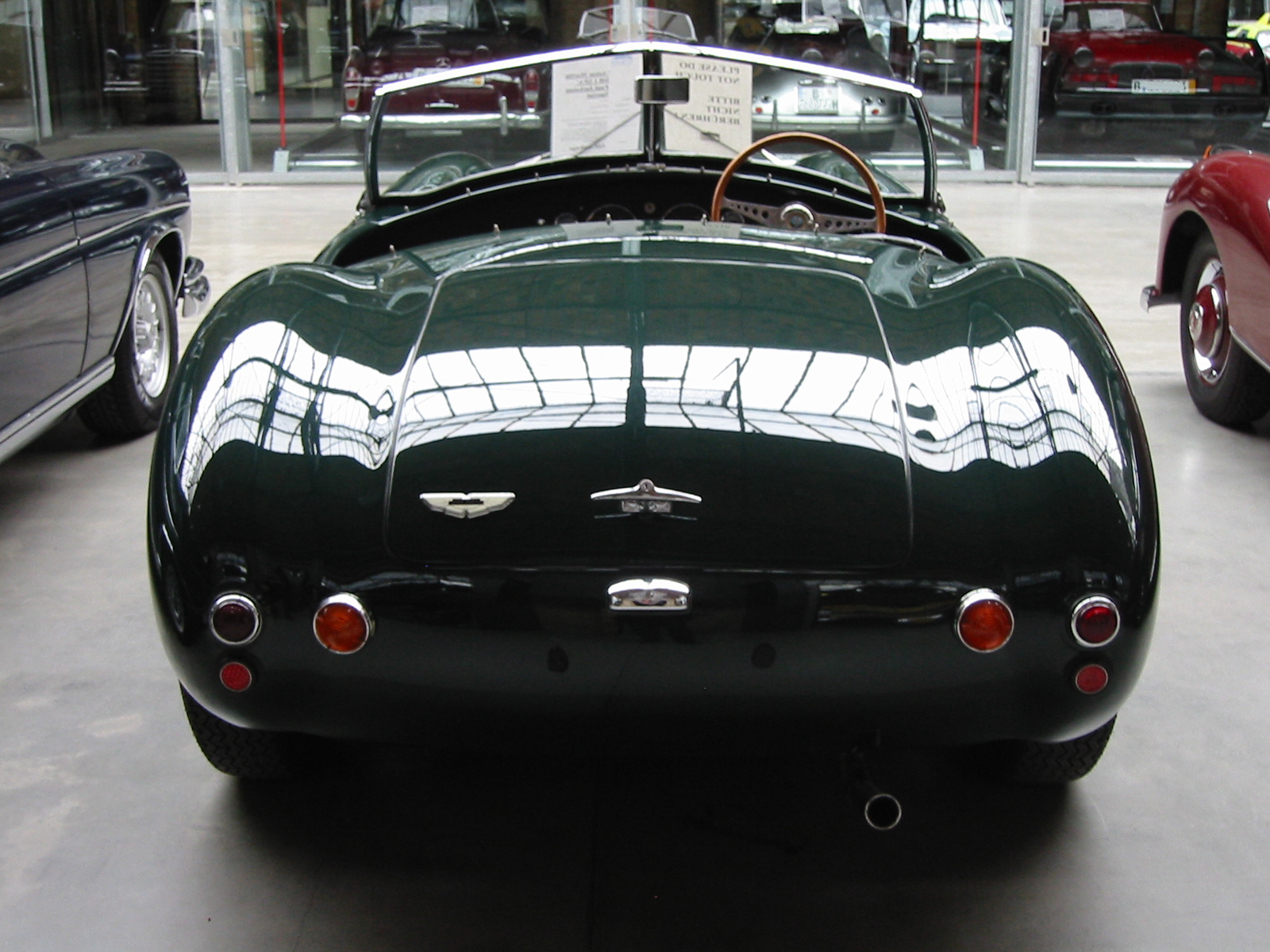
Aston Martin DB1 Spa Achteraanzicht
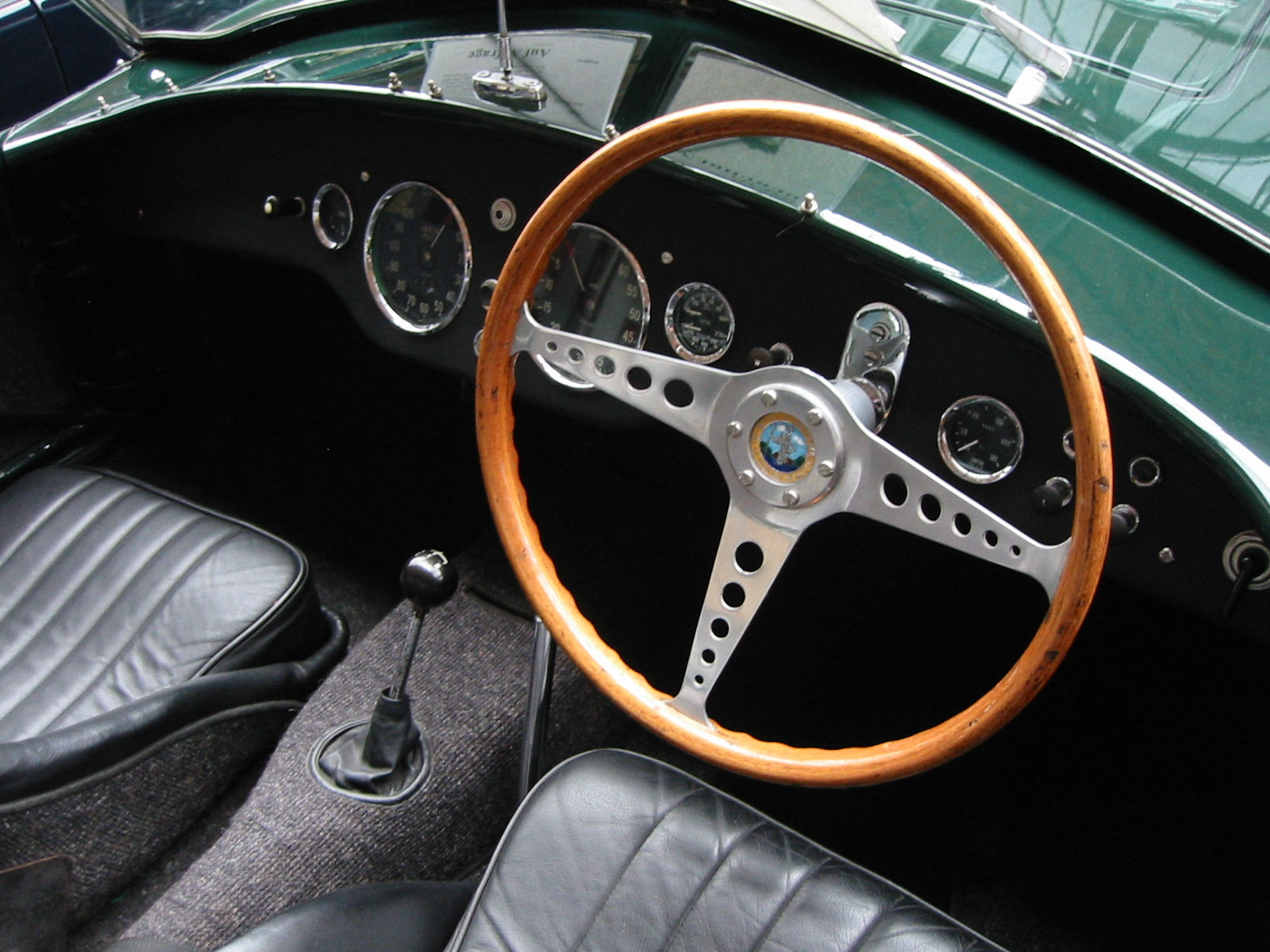
Aston Martin DB1 Spa Cockpit
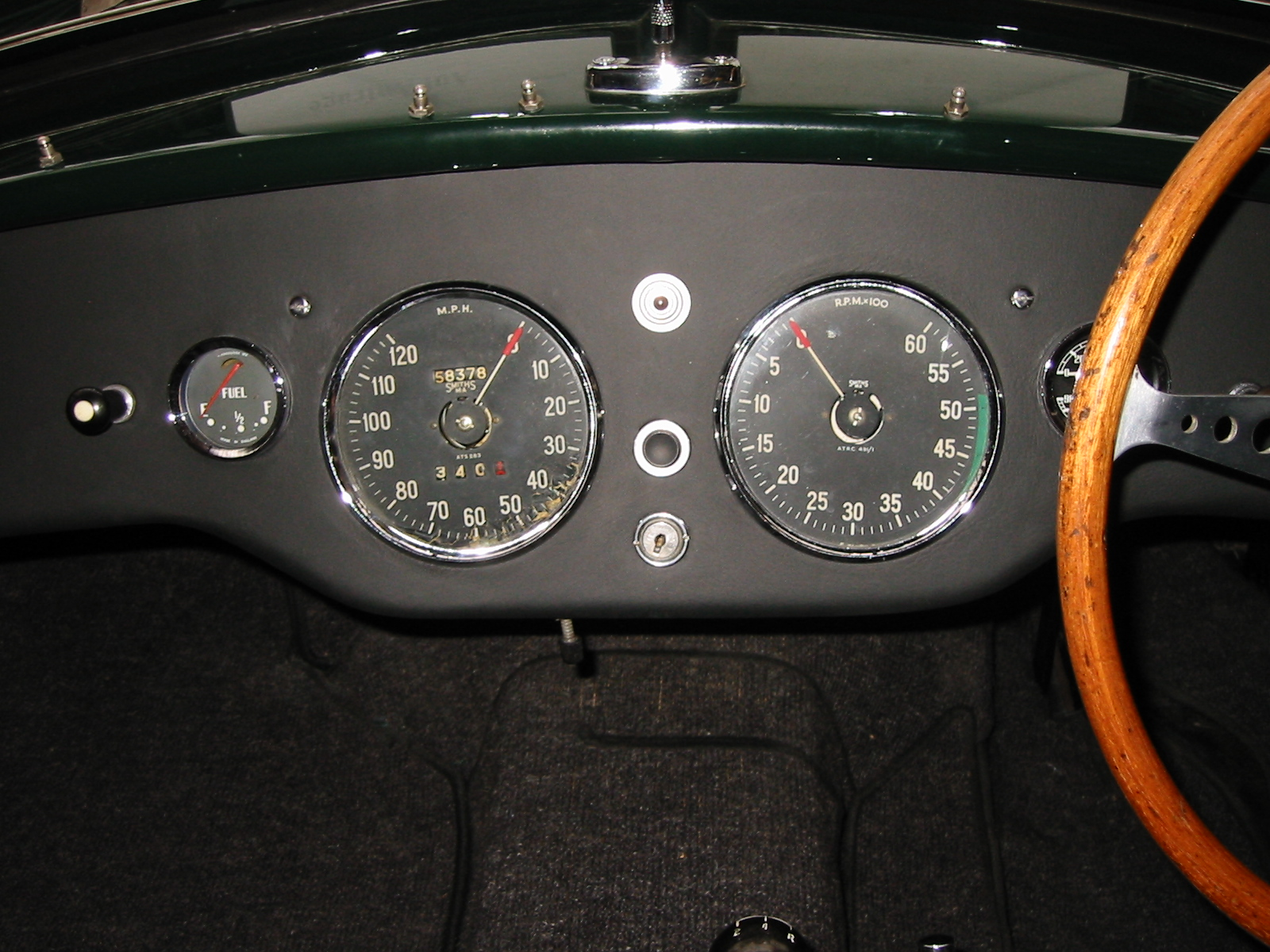
Aston Martin DB1 Spa Instrumentenpaneel